# Ferrata Bolver Lugli
La ferrata Bolver Lugli è una delle ferrate delle Dolomiti, gruppo delle Pale di San Martino.

## Caratteristiche
Questa ferrata è sita nei pressi del Cimon della Pala e termina in una piana rocciosa sotto la Vezzana, davanti alla forcella del Travignolo e sopra la Venegia. Essa è molto impegnativa e ha più di 700 metri di dislivello positivo. È considerata piuttosto difficile e, a tratti, molto esposta.

## Storia
Il percorso fu inaugurato nel 1970 su un itinerario che ripercorre grosso modo la via Higusi, aperta nell'agosto del 1921 dagli alpinisti Hilde, Sigur e Gunther Langes. La ferrata, opera delle aquile di San Martino e di loro proprietà, è stata intitolata a Bolver Lugli, notaio di Mestre, deceduto due anni prima, e finanziata dalla moglie Nerina. L'ultimo rifacimento risale ai primi mesi del 2016.

## Incidenti
L'ultimo incidente mortale risale al luglio 2014. La tragedia non è avvenuta però nel percorso vero e proprio della ferrata, bensì lungo la via del ritorno verso la Valle dei Cantoni.